# Frontiers in Pharmacology
Frontiers in Pharmacology est une revue scientifique à comité de lecture qui publie des articles de revue spécialisés dans tous les aspects de la recherche concernant la pharmacologie.